# Ludwig zu Dohna-Schlobitten
Ludwig Moritz Achatius zu Dohna-Schlobitten (ur. 8 września 1776, zm. 19 stycznia 1814 w Gdańsku) – niemiecki arystokrata, oficer armii pruskiej.

## Rodzina
Pochodził z gałęzi rodu osiadłej w Prusach Wschodnich. Jego rodzicami byli Friedrich Alexander, hrabia zu Dohna-Schlobitten, i Luise Amalie Caroline, hrabina Finck von Finckenstein. Brat Ludwiga, Alexander, był ministrem i jednym z inicjatorów przejścia Prus na stronę Rosji w 1813 r.
Z małżeństwa z Amelie Friederike zu Dohna-Lauck miał dwie córki, Amalie Louise Mathilde zu Dohna-Schlobitten (ur. 14 listopada 1808) i Caroline Friderique Juliane Hedwig zu Dohna-Schlobitten (ur. 7 listopada 1811).

## Służba wojskowa
1791 rozpoczął służbę w 9. płk. dragonów, z którym brał udział w dwóch kampaniach nad Renem przeciwko Francuzom. 1794 uczestniczył w walkach z Polakami jako adiutant generała Schwerina. Od 1801 w 13. płk. dragonów, w którym dosłużył się stopnia majora. Za udział w obronie Gdańska 1807 odznaczony orderem Pour le Mérite. Po redukcji armii zdymisjonowany, powrócił do rodzinnego majątku Finckenstein.
1812 mianowany inspektorem landwehry wschodniopruskiej, 1813 wyznaczony dowódcą 1. dywizji landwehry, wysłanej do pomocy siłom rosyjskim oblegającym Gdańsk. Prowadził jedną z kolumn rosyjsko-pruskich w zwycięskim szturmie na Zaroślak 10 października 1813. Awansowany na podpułkownika, potem pułkownika, odznaczony Krzyżem Żelaznym. Po kapitulacji Gdańska, 2 stycznia 1814 mianowany rozkazem Fryderyka Wilhelma III na komendanta miasta, nie mógł objąć stanowiska ze względu na konflikt pomiędzy zwycięzcami (Rosjanie rozważali zagarnięcie miasta dla siebie). Kilkanaście dni później zmarł w gdańskim lazarecie na tyfus.
1817 na wzgórzu w podgdańskiej wsi Łostowice (dziś dzielnica Gdańska) ustawiono żelazny krzyż z napisami upamiętniającymi udział hrabiego zu Dohna i innych Prusaków w oblężeniu 1813 roku (pomnik ten został zniszczony w latach 70. XX wieku).